# 돌망태

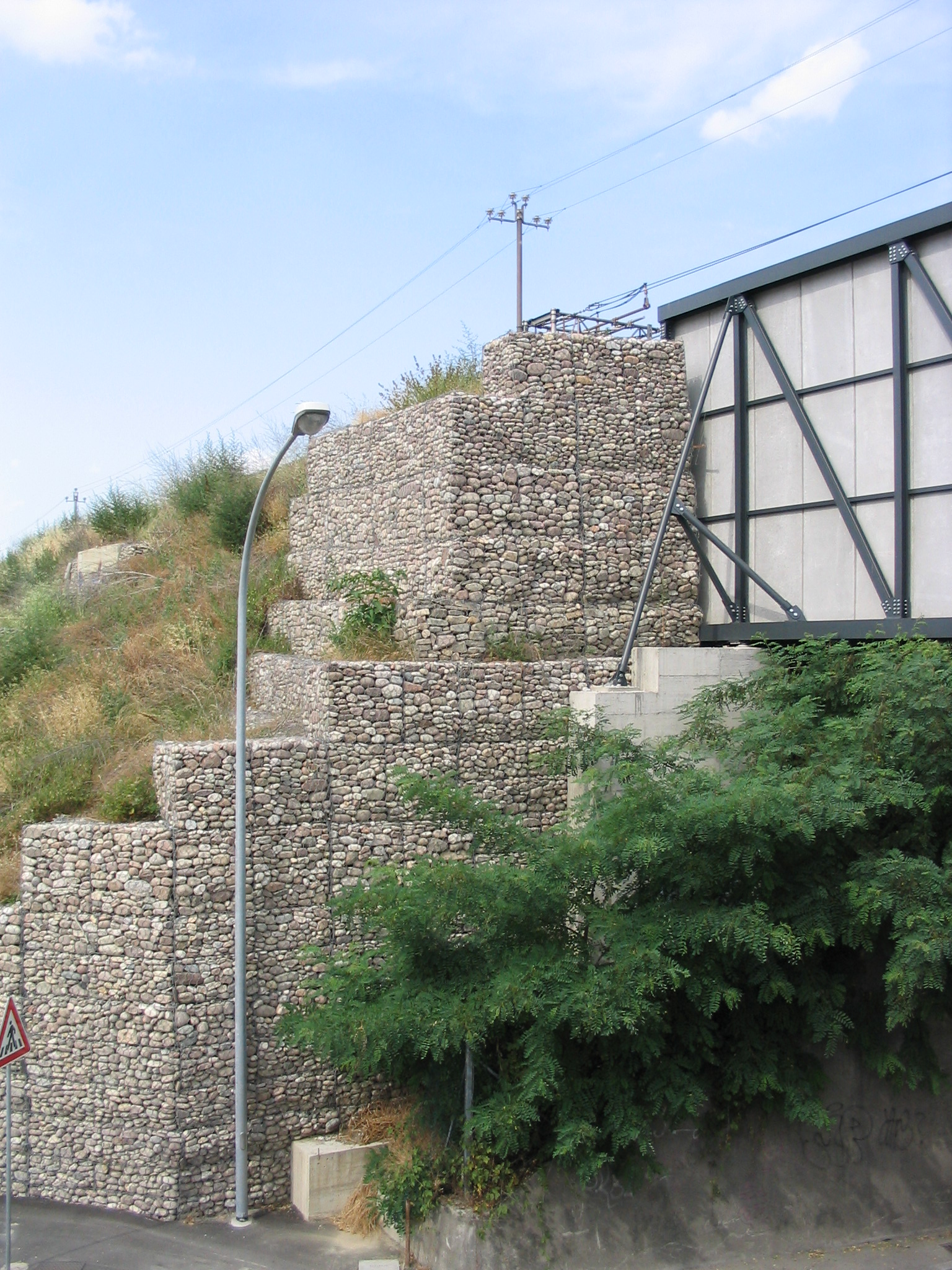
돌망태

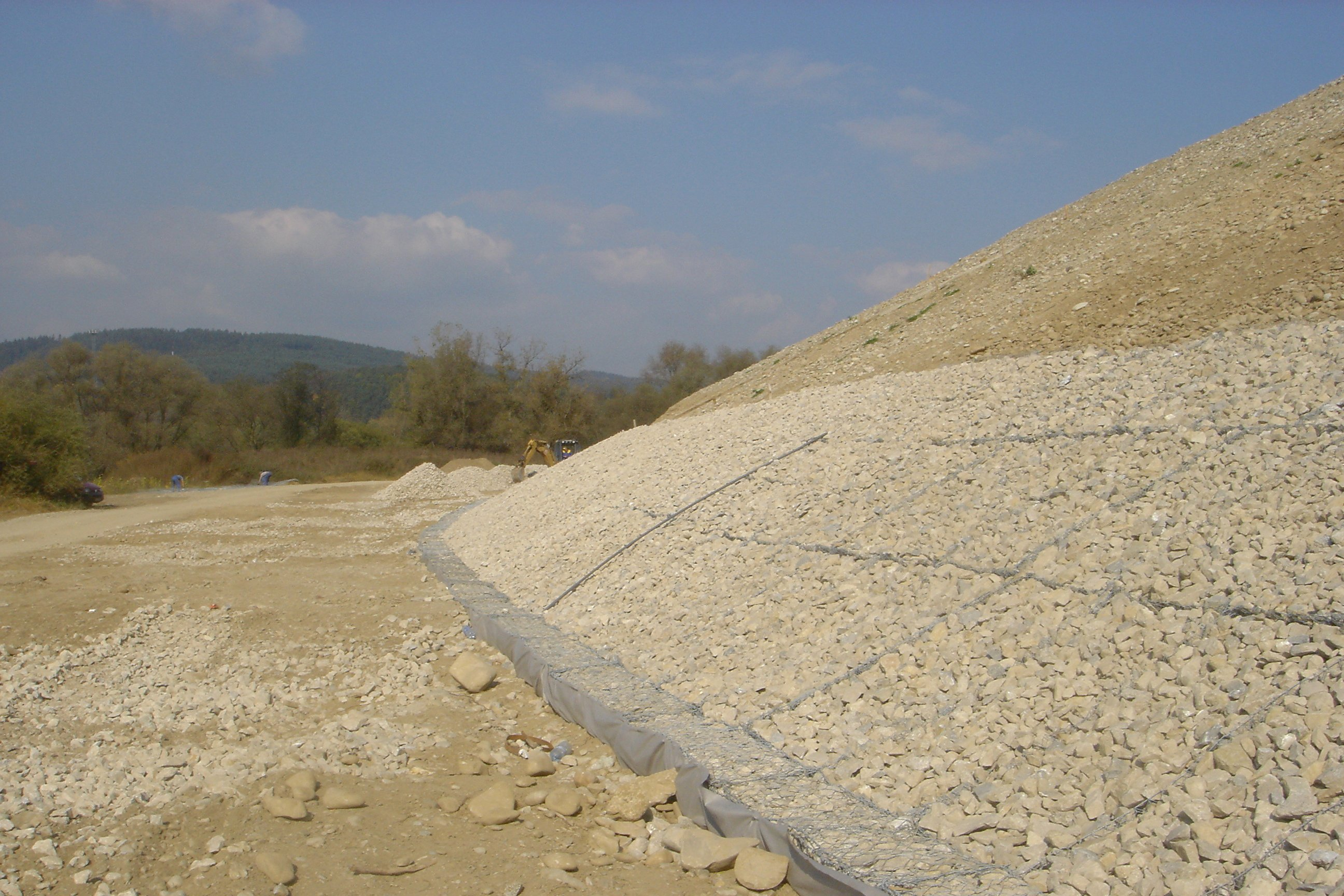
돌망태

돌망태는 철망으로 만든 상자나 원형, 타원형 등의 통에 돌을 채운 것으로, 호안, 수제공, 물받이, 바닥보호공 등에 사용한다.

## 조경
자연적 통합: 다공성 덕분에 식물이 자라고 자연 환경과 완벽하게 어우러진다. 이는 해당 지역을 아름답게 할 뿐만 아니라, 생물학적 다양성을 증진시킨다.
다양한 모양: 가비온 옹벽은 계단형, 곡선형 또는 테라스형으로 배치할 수 있어 조경 설계자가 독특하고 매력적인 디자인을 만들 수 있는 유연성을 제공한다.
가비온 벽은 도시 공원에서 녹지 공간을 늘리고 자연의 아름다움을 조성하는 인공 구조물로서 중요한 역할을 한다. 녹지 공간을 확대하고 화단과 인공폭포를 조성함으로써 도시 주민들에게 더 많은 여가 공간과 아름다운 자연 경관을 제공한다. 미래의 도시 계획 및 공원 설계에서는 가비온 메시의 장점을 최대한 활용하여 더 많은 도시 공원에 적용하여 함께 살기 좋고 아름다운 도시 환경을 조성해야 한다.